# Семей
Семе́й (на руски: Семей, на казахски: Семей) е град от областно значение в Източноказахстанска област, Казахстан. Населението на града към 2015 година е 313 726 души. До 2007 г. носи името Семипалатинск.

## История
Първото руско селище в района е от 1718 г., когато с указ на Петър I е построена крепост до река Иртиш, близо до разрушен будистки манастир. Манастирът имал 7 сгради, затова руснаците нарекли замъка (по-късно и града) „Семипалатинск“, което ще рече „седем палата“. Крепостта, обаче, често пострадва от наводнения, причинени от пълноводието на Иртиш след топенето на снеговете. Така през 1778 г. укреплението е преместено на 18 km нагоре по течението към земи, които са по-малко склонни към наводнение. С течение на времето около крепостта се образува малко градче, чийто основен отрасъл е търговията по реката между номадите от Централна Азия и разрастващата се Руска империя. Свързването на града с железопътната мрежа в началото на 20 век благоприятства разрастването му като търговски и транзитен център между Сибир и Централна Азия. На 19 май 1854 г. Семипалатинск е превърнат в административен център на Семипалатинска област в границите на Руската империя.
От 1917 до 1920 г. градът служи като столица на непризнатата Алашка автономия, казахска държава образувала се след Октомврийската революция в Русия. По времето на Алашката автономия градът се нарича Алаш-кала. Червената армия превзема града през 1920 г. След това е център на Семипалатинската губерния до януари 1928 г., после на Източноказахстанската област до октомври 1939 г., а след това на Семипалатиснка област до 1997 г. Последната се слива с Източноказахстанска област през май 1997 г.
През 1949 г. Съветската атомна програма избира място за тестване на ядрени оръжия в степта на 150 km западно от града. Създаден е Семипалатинският ядрен полигон, който е под контрола на СССР от 1949 до 1989 г. Проведени са 459 ядрени теста от които 340 подземни, а 116 – атмосферни. В резултат, Семей и до днес страда от екологични проблеми, породени от радиоактивното замърсяване.
Днес градът е важен научен и университетски център. Двете основни части на града са свързани посредством мостове над река Иртиш, последният от които е построен в периода 1998 – 2000 г.
През 2007 г. градският съвет на Семипалатинск гласува единодушно за сменянето на името на града на Семей. Причината е, че бившото име на града е било отрицателно свързвано с ядрените тестове.

## География
Градът е разположен в западната част на Източноказахстанска област, през него преминава река Иртиш. Намира се на 200 km от областния център – Уст Каменогорск и на 150 km от Семипалатинския ядрен полигон.

## Климат
Климатът в региона е рязко-континентален, което е свързано с най-голямото разстояние до континенталната част от океана и предизвиква голяма амплитуда на дневните температури през годината.
| Климатични данни за Семей, Казахстан  | Климатични данни за Семей, Казахстан | Климатични данни за Семей, Казахстан | Климатични данни за Семей, Казахстан | Климатични данни за Семей, Казахстан | Климатични данни за Семей, Казахстан | Климатични данни за Семей, Казахстан | Климатични данни за Семей, Казахстан | Климатични данни за Семей, Казахстан | Климатични данни за Семей, Казахстан | Климатични данни за Семей, Казахстан | Климатични данни за Семей, Казахстан | Климатични данни за Семей, Казахстан | Климатични данни за Семей, Казахстан |
| Месеци                                | яну.                                 | фев.                                 | март                                 | апр.                                 | май                                  | юни                                  | юли                                  | авг.                                 | сеп.                                 | окт.                                 | ное.                                 | дек.                                 | Годишно                              |
| Абсолютни максимални температури (°C) | 5,3                                  | 6,8                                  | 24,4                                 | 33,0                                 | 37,6                                 | 39,5                                 | 42,1                                 | 42,5                                 | 38,2                                 | 29,5                                 | 19,5                                 | 7,6                                  | 42,5                                 |
| Средни максимални температури (°C)    | −9,4                                 | −8,3                                 | −1,9                                 | 13,1                                 | 21,6                                 | 27,0                                 | 28,8                                 | 26,5                                 | 20,5                                 | 11,4                                 | 0,0                                  | −6,6                                 | 10,3                                 |
| Средни температури (°C)               | −14,4                                | −14                                  | −7,5                                 | 6,4                                  | 14,2                                 | 19,8                                 | 21,8                                 | 19,0                                 | 12,6                                 | 4,7                                  | −5                                   | −11,1                                | 4,0                                  |
| Средни минимални температури (°C)     | −19,4                                | −19,5                                | −12,8                                | 0,1                                  | 6,7                                  | 12,3                                 | 14,8                                 | 11,5                                 | 5,0                                  | −0,7                                 | −9,4                                 | −15,8                                | −2,2                                 |
| Абсолютни минимални температури (°C)  | −46,8                                | −45,3                                | −39,1                                | −26,1                                | −9,9                                 | −1                                   | 4,3                                  | −0,7                                 | −8,2                                 | −20,8                                | −48,6                                | −45,8                                | −48,6                                |
| Средни месечни валежи (mm)            | 15                                   | 17                                   | 14                                   | 16                                   | 28                                   | 29                                   | 45                                   | 23                                   | 16                                   | 21                                   | 23                                   | 21                                   | 268                                  |
| ------------------------------------- | ------------------------------------ | ------------------------------------ | ------------------------------------ | ------------------------------------ | ------------------------------------ | ------------------------------------ | ------------------------------------ | ------------------------------------ | ------------------------------------ | ------------------------------------ | ------------------------------------ | ------------------------------------ | ------------------------------------ |
| Източник: Време и климат ((ru))       |                                      |                                      |                                      |                                      |                                      |                                      |                                      |                                      |                                      |                                      |                                      |                                      |                                      |

## Население
| 1881    | 1897    | 1910    | 1926    | 1939    | 1959    | 1970    |
| ------- | ------- | ------- | ------- | ------- | ------- | ------- |
| 17 820  | 26 353  | 34 400  | 56 100  | 109 700 | 149 800 | 235 735 |
| 1979    | 1989    | 1991    | 1999    | 2005    | 2007    | 2009    |
| 282 574 | 334 402 | 344 700 | 269 574 | 273 781 | 279 910 | 299 264 |
| 2010    | 2011    | 2012    | 2013    | 2014    | 2015    |         |
| 301 471 | 303 348 | 305 795 | 309 772 | 312 056 | 313 726 |         |

### Етнически състав
Към 2010 г. етническият състав на населението на града е:
| казахи (63.23%) руснаци (29.93%) татари (3.67%) немци (0.99%) украинци (0.77%) беларуси (0.21%) уйгури (0.15%) корейци (0.12%) узбеки (0.11%) други (0.82%) |

## Икономика
Най-големите промишлени предприятия в града: са циментен завод, месоконсервен комбинат, комбинат за кожи, завод за строителни материали, танкоремонтен и машиностроителни заводи. Произвеждат се автобуси. Градските предприятия осигуряват суровини за цялата местна строителна промишленост. В района на града се добиват въглища, злато, манган, флуорит, мед и молибден.
Силно развита е леката промишленост. Местният кожен комбинат е сред лидерите в Казахстан по производство на кожени изделия. Тук се произвеждат униформите на военнослужещите към Министерството на отбраната на Казахстан. Хранително-вкусовата промишленост е представена от месоконсервен, мелничарски и млечен комбинат. Произвеждат се вино, бира и безалкохолни напитки.

### Транспорт
Семей е важен транспортен възел. През града минават големи автомобилни пътища, както и железопътна линия с две жп гари в града. Има летище, обслужващо основно вътрешни линии и една до Москва.
Над река Иртиш преминават три моста: един железопътен от началото на XX век и два автомобилни. Градският транспорт е представен от 60 автобусни линии.

## Култура
Музеи и галерии
Градът разполага с музеи на Абай Кунанбаев и Фьодор Достоевски. Има местен исторически музей, а Източноказахстанския областен музей на изобразителното изкуство също е разположен тук.
Библиотеки
В Семей има 4 обществени библиотеки, специална библиотека за хора с увредено зрение, библиотеки на университетите и колежите, научно-техническа библиотека (клон на Републиканската научно-техническа библиотека), както и Източноказахстанска областна универсална библиотека „Абай“.
Театри
Първа театрална трупа в града е „Ес-аймак“, образувана през октомври 1920 година от 15 души. Нейни първи участници са Иса Байзаков, Амре Кашаубаев, Жумат Шанин, Жусупбек Елюбеков.
- Казахски музикално-драматичен театър „Абай“
- Руски драматичен театър „Фьодор Достоевски“

Кино
През 1980-те години в града функционират 7 постоянни киносалона, както и 116 филмови прожектора в клубове, училища и предприятия.

## Побратимени градове
- Ипер, Белгия
- Пушкин, Русия